# Jörg Brena
Jörg Brena (seit 1946; geboren als Georg Wilhelm Albert Bernhard Prinz von Sachsen-Weimar-Eisenach) (* 24. November 1921 im Schloss Heinrichau in Schlesien; † 11. März 2011 in Bad Krozingen im Schwarzwald) war Pianist, Sänger, Hochschuldozent, Rezitator und Sonderbeauftragter des Sophienhauses in Weimar.

## Leben
Georg war der jüngste Sohn des bis 1918 regierenden Großherzogs Wilhelm Ernst von Sachsen und der Feodora von Sachsen-Meiningen. Geboren wurde er im Schloss Heinrichau in Schlesien, wo die Familie seit der erzwungenen Abdikation des Vaters im Herbst 1918 auf ihrem Privatbesitz im Exil lebte. Der Vater starb dort, als Georg gerade 31 Monate alt war. Sein älterer Bruder war Karl-August (1912–1988), der letzte Erbgroßherzog von Sachsen.
1946 nahm Georg Prinz von Sachsen-Weimar-Eisenach den Namen Jörg Brena als Künstlernamen an. Im Jahr 1953 ließ er seinen bisherigen Künstlernamen zum amtlichen Namen ändern. Dies geschah am 22. Januar anlässlich seiner zunächst standesamtlichen Eheschließung am 5. Februar.
Aus der Ehe mit Gisela (1930–1989), Tochter des Hamburger Schulleiters Wilhelm Erich Jänisch, gingen in den 1950er Jahren drei Töchter hervor.
Nach seinem Ableben mit fast 90 Jahren am 11. März 2011 in seinem letzten Wohnort Bad Krozingen wurde sein Leichnam am 23. März in Freiburg im Breisgau beigesetzt, wo 1972 auch seine Mutter, die letzte Großherzogin von Sachsen, verstorben war.

### Ausbildung und berufliches Wirken
Durch die Flucht vor den sowjetischen Truppen kam er 1945 über das Meininger Land nach Nordbayern und 1946 an die neu gegründete Hochschule für Musik Freiburg. Nach Abschluss seiner Ausbildung am Piano durchlief er von 1949 bis 1953 ein Gesangsstudium.
Seit 1953 unterrichtete er als Gesangsdozent an der Musikhochschule Freiburg. 1959 folgte er dem Ruf an die Musikakademie Basel. Auftritten als Lied- und Oratoriensänger folgten solche als Rezitator, von 1975 bis 1982 im Art Ensemble Basel.

#### Engagement für das Sophienhaus
Jörg Brena kehrte 1991 erstmals nach Thüringen zurück. Dort trat er in Weimar in den Stiftungsrat der Stiftung Sophienhaus, die von seiner Vorfahrin Großherzogin Sophie begründet wurde, ein. Seither engagierte er sich mit vielen Benefizveranstaltungen für die diakonische Einrichtung, ab 1997 als Sonderbeauftragter. Seine Mutter Großherzogin Feodora war die letzte Obervorsteherin des Sophienhauses. Sie war im Jahre 1972 in Freiburg verstorben. Auf Brenas Wunsch wurde ihr Grabkreuz nach Ablauf des Grabnutzungsrechts im Herbst 2010 nach Weimar ins Sophienhaus gebracht, wo es als Gedenkstein für die fürstlichen Protektorinnen und die mit dem Sophienhaus eng verbundenen Mitglieder des großherzoglichen Hauses dienen soll.